# First Division 1993-1994 (Irlanda)
Fu la nona stagione della League of Ireland First Division e vennero promosse le prime due squadre qualificate ovvero: il Sligo Rovers F.C. e il Athlone Town A.F.C..

## First Division
| Pos. | Squadra                          | Pt | G  | V  | N  | P  | GF | GS | DR  |
| ---- | -------------------------------- | -- | -- | -- | -- | -- | -- | -- | --- |
| 1    | Sligo Rovers F.C.                | 50 | 27 | 14 | 8  | 5  | 42 | 19 | +23 |
| 2    | Athlone Town A.F.C.              | 46 | 27 | 11 | 13 | 3  | 34 | 22 | +12 |
| 3    | Finn Harps F.C.                  | 42 | 27 | 11 | 9  | 7  | 35 | 35 | +0  |
| 4    | University College Dublin A.F.C. | 40 | 27 | 10 | 10 | 7  | 37 | 23 | +14 |
| 5    | Longford Town F.C.               | 34 | 27 | 9  | 7  | 11 | 35 | 39 | -4  |
| 6    | Home Farm F.C.                   | 32 | 27 | 7  | 11 | 9  | 34 | 39 | -5  |
| 7    | Waterford United F.C.            | 31 | 27 | 6  | 13 | 8  | 32 | 33 | -1  |
| 8    | Kilkenny City A.F.C.             | 30 | 27 | 7  | 15 | 7  | 31 | 42 | -11 |
| 9    | Bray Wanderers A.F.C.            | 27 | 27 | 4  | 15 | 8  | 17 | 27 | -10 |
| 10   | St James's Gate F.C.             | 16 | 27 | 1  | 13 | 13 | 23 | 41 | -18 |

G = Partite giocate; V = Vittorie; N = Nulle/Pareggi; P = Perse; GF = Goal fatti; GS = Goal subiti; DR = Differenza reti;